# Артур Гейс Сульзберґер
Артур Гейс Сульзберґер (англ. Arthur Hays Sulzberger; 12 вересня 1891, Нью-Йорк, США — 11 грудня 1968, Нью-Йорк, США) — видавець New York Times з 1935 по 1961 рік, голова правління компанії The New York Times Company, компанії, що видає New York Times, з 1935 по 1968 рік.

## Життєпис
Артур Гейс Сульзберґер народився 12 вересня 1891 року в Нью-Йорку. Він був четвертою дитиною в родині Сайруса Сульзберґера та Рейчел Пейото Гейс. Його батько був торговцем шовком та бавовною, та походив з родини єврейських емігрантів з Німеччини. Його матір була шкільною вчителькою, та походила з родини, чиї пращури жили в США з 1700-х років, а перед цим жили Іспанії, Португалії та Нідерландах. Сульзберґери були послідовниками реформістського юдаїзму.
В дитинстві Артур багато подорожував. Йому було чотири роки, коли він вперше подорожував закордон разом із родиною. Гувернанткою Артура була німкеня, яка навчила його вільно розмовляти німецькою мовою. Артур відвідував приватну школу ім. Гораса Манна. В школі він брав участь у декількох виставах. В 13 років Артур пройшов через обряд бар-міцви. Він закінчив школу в 1909 році.
Потім Сульзберґер  навчався в Колумбійському університеті, де вивчав інженерію. В приватних мемуарах, адресованих його дітям, Сульзберґер згадував, що в Колумбійському університеті, одне з братств відмовилось його прийняти через його релігію — юдаїзм.  В Колумбійському університеті Сульзберґер познайомився із Іфігенією Окс, донькою видавника New York Times Адольфа Окса, яка тоді навчалась в Барнард-коледжі, підрозділі Колумбійського університету, де навчались жінки. Однак, за спогадами Іфігенії, їхні стосунки не стали серйозними допоки кузен Іфігенії, Джуліус Адлер, знову їх не представив один одному в 1916 році.
В 1913 році Сульзберґер закінчив Колумбійський університет та почав працювати в сімейному бізнесі з торгівлі шовком та бавовною. Він пропрацював там три роки, а в 1916 році вирішив пройти військове навчання, щоб підготуватись до армії на фоні Першої світової війни. Навчання проходило в Платтсбурзі, Нью-Йорк, в таборі, організованому підприємцями на приватні гроші. В Платтсбурзі Сульзберґер познайомився з Джуліусом Адлером, який і представив його своїй кузині Іфігенії. В серпні 1916 року Сульзберґер освідчився Іфігенії, але вона йому відмовила. Влітку 1917 року Сульзберґер знову проходив навчання в Платтсбурзі і знову почав зустрічатись із Іфігенією. Він знову освідчився дівчині, і цього разу Іфігенія погодилась.
Адольф Окс спочатку був невдоволений вибором своєї доньки. Він планував передати управління своїм бізнесом чоловіку Іфігенії, розраховуючи, що цим чоловіком стане її кузен Джуліус Адлер. Він мав побоювання, що Артур не захоче займатись видавництвом, а, скоріше, буде продовжувати працювати в сімейному шовковому бізнесі. Однак на зустрічі Артур та Адольф Окс домовились, що після того, як Артур звільниться з армії, він почне працювати в New York Times.
Після навчання в Платтсбурзі Артура відправили до Кемп-Водсворту, Південна Кароліна, для навчання артилерійській справі. Під час короткої відпустки Артура, 17 листопада 1917 року він та Іфігенія одружились. Під час медового місяцю Артур та Іфігенія за наполяганням батька Іфігенії, Адольфа Окса, відвідали президента Вудро Вільсона.
Пізніше подружжя повернулось до Кемп-Водсворту. Незабаром Артура перевели до Квартирмейстерського корпусу армії США, де він займався поставками. Скоро Артура перевели до Чиллікоті, Огайо. В червні 1918 року Артура перевели до Форт-Джексону, Південна Кароліна, до артилерійського підрозділу. Коли Перша світова війна закінчилась, Сульзберґер звільнився з військової служби.
В 1918 року Сульзберґер повернувся до Нью-Йорку та розпочав працювати в New York Times. Офіційно він став помічником виконавчого директора Джорджа Макенені, який спеціалізувався на політиці в місті Нью-Йорк. Артур докладав зусиль, щоб New York Times стала менш консервативним виданням. Наприклад, він безуспішно вмовляв Адольфа Окса надрукувати в газеті рецензію на лесбійський роман письменниці Редкліфф Голл «Криниця самотності» (англ. The Well of Loneliness). Він також безуспішно вмовляв Окса підтримати на сторінках газети Закон про відновлення промисловості. Однак Окс відповів, що політика газети полягала в тому, щоб бути «консервативною та обережною, і не долучатись до вимог змін з боку громадськості».
Сульзберґер також займався газетним папером. Після Першої світової війни було важко знайти надійних постачальників газетного паперу. Сульзберґер їздив до Фінляндії, Норвегії та Канади, щоб закупити необхідні товари для видання газети. Зрештою він вмовив Адольфа Окса вкластись у виробництво паперу, як це зробило видання Chicago Tribune. Так New York Times стала співвласником у партнерстві з компанією Kimberly-Clark паперової фабрики.
В 1923 році Сульзберґер увійшов до ради директорів компанії, що управляла New York Times. В 1927 році завдяки зусиллям Сульзберґера New York Times отримала ексклюзивні права на висвітлення першого у світі трансатлантичного польоту Чарльза Ліндберга. Працюючи в New York Times, Сульзберґер конкурував із племінником Адольфа Окса Джуліусом Адлером, який протягом довгого часу розглядався Оксом як людина, яка має очолити газету після його смерті. Історія із отриманням ексклюзивних прав на висвітлення трансатлантичного польоту Чарльза Ліндберга значно підвищила Сульзберґера в очах Окса.  
Хоча Адольф Окс відійшов від справ протягом останніх двох років життя, він ані призначив, ані назвав свого наступника. Окс визначив, що наступник має бути призначений на розсуд довірчих керуючих його спадщини, якими були Джуліус Адлер, Іфігенія Окс Сульзберґер та Артур Гейс Сульзберґер за підтвердженням чотирьох членів правління компанії The New York Times Company. Голос Іфігенії був визначальним в цьому питанні, і вона надала перевагу своєму чоловіку.
Таким чином, після смерті Адольфа Окса в 1935 році Сульзберґер став видавцем і президентом New York Times. Взявши на себе цю роль, він чітко дав зрозуміти, що бачить себе хранителем, який має зберегти якість і статус газети. Він намагався втілювати бачення Окса щодо ролі газети: «подавати новини неупереджено, без страху чи прихильності, незалежно від партії, течії чи інтересів». Він також вважав своїм обов'язком зміцнити репутацію New York Times як найкращої газети у світі та вдосконалити газету, перш ніж передати її наступному поколінню.
Сульзберґер пішов у відставку з поста видавника в 1961 році, і його місце зайняв його зять, чоловік його старшої дочки Маріан, Орвіл Е. Драйфус. Сульзберґер обіймав посаду голови правління The New York Times Company до своєї смерті в 1968 році. Протягом цього часу він передав ряд обов'язків Драйфусу та його наступнику, своєму синові, Артуру Оксу (Панчу) Сульзберґеру, але зберіг певний контроль над газетою. Він продовжував читати газету щодня, а також хвалити та критикувати історії та колонки, що в ній друкувались.
Сульзберґер помер 11 грудня 1968 року після тривалої хвороби.

## Діяльність на посту видавникаNew York Times

### Загальний огляд
В перший рік перебування на посаді видавника New York Times Сульзберґер не запровадив жодних змін із поваги до Адольфа Окса. Після цього він почав впроваджувати багато інновацій, які оновили імідж газети. Він відмовився від таких додатків New York Times, як Current History, Mid-Week Pictorial, American Year Book і The Annalist. За його часи в газеті стало друкуватись більше фотографій, а також фотографії ставали більшого розміру. Крім мого, він надавав більше свободи у питаннях формату першої сторінки, заголовків і основної частини газети. Він запровадив нові технології для вдосконалення всіх аспектів виробництва, включаючи Times Facsimile, передачу фотографій по телефонних дротах, дозволяючи отримувати більше та більших фотографій у папері. У 1936 році він офіційно найняв у штат газети Енн Маккормік (вона була фрілансером і постійним співавтором газети з 1921 року, але Адольф Окс не схвалював жінок у штаті газети), яка стала першою жінкою, що отримала Пулітцерівську премію в журналістиці за репортажі та передові статті з Європи в 1936 році, і Рубі Гарт Філліпс у — 1937 році. Сульзберґер також запровадив традицію щоденного обіду, на якому очікувалась присутність всіх керівників газети. Президенти, іноземні лідери, промисловці та багато інших високопоставлених гостей запрошувались на ці обіди, де розмова не була для запису. Оскільки лідери могли говорити вільно, це дозволяло Сульзберґеру та його однодумцям краще зрозуміти події у світі та налагодити стосунки з цими людьми.
Під його керівництвом щоденний тираж New York Times зріс з 465 000 до 713 000, а недільний тираж — з 745 000 до 1,4 мільйона. За той самий період штат збільшився більш ніж удвічі, досягнувши 5200 людей; кількість рекламних рядків виросла з 19 мільйонів до 62 мільйонів дюймових колонок на рік, а валовий дохід зріс майже в сім разів, досягнувши 117 мільйонів доларів.

### Редакційна смуга
Однією з помітних змін, внесених Сульзберґером, було запровадження редакційної сторінки. Адольфу Оксу не подобалась ідея редакційної сторінки, що висловлювала сильні погляди, оскільки він вважав, що роль газети полягала не в тому, щоб просувати погляди. Однак Сульзберґер вважав, що редакційна сторінка не зашкодить нейтральному викладу новин. Крім того, на його погляд, обов'язком великої газети було надавати платформу для освічених аргументів. Він не нав'язував редакційному персоналу свої власні переконання, натомість дозволяв їм обговорювати з ним свою точку зору, коли він не погоджувався. Той, хто висував найкращий аргумент у цих випадках, отримував право вирішувати, чи буде надрукована колонка. Інколи Сульзберґер мав труднощі з друком деяких із своїх редакційних колонок.

### Звинувачення у співпраці з ЦРУ
В 1977 році, тобто вже після смерті Сульзберґера, в журналі Rolling Stone з'явилась стаття Карла Бернштейна під назвою «ЦРУ та медіа» (англ. The CIA and the Media), в якій він, зокрема, стверджував, що Артур Гейс Сульзберґер був серед видавників, що співпрацювали із Центральним Розвідувальним Управлінням (ЦРУ). Зокрема, відповідно до слів Бернштейна з 1950 по 1966 рік New York Times надала прикриття близько десятьом співробітникам ЦРУ відповідно до домовленостей, затверджених Артуром Гейсом Сульзберґером. Домовленості про прикриття були частиною запровадженої Сульзберґером загальної політики газети щодо надання допомоги ЦРУ, коли це було можливо. Крім того, в статті, з посиланням на високопосадовця з ЦРУ стверджувалось, що в Сульзберґера були досить близькі стосунки із директором ЦРУ Алленом Даллесом.  Бернштейн також стверджував, що Сульзберґер навіть підписав таємну угоду з ЦРУ, що підтвердив небіж Сульзберґера, Сайрус Сульзберґер-другий.
У зв'язку з виходом статті в Rolling Stone, New York Times також випустила статтю, в якій підсумовувались тези статті в Rolling Stone із зазначенням, що не було коментарю від Сайруса Сульзберґера-другого, оскільки той перебував у відпустці в Європі. В статті також зазначалось, що Іфігенія Окс Сульзберґер, дружина вже покійного на той час Сульзберґера, подзвонила редактору газети Абрагаму Розенталю, із заявою, що, дійсно, ЦРУ зверталась до Сульзберґера із проханням забезпечити прикриття для його агентів, але Сульзберґер відмовив на тій підставі, що це було б неетичним з точки зору журналістики і, що це б наразило на небезпеку іноземних кореспондентів газети.
В 2003 році ЦРУ опублікувало деякі документи, з яких випливає, що дійсно був контакт між Алленом Даллесом та Артуром Гейсом Сульзберґером, зокрема, були опубліковані листи, однак предмет обговорення цих листів залишається незрозумілим. Водночас з назви опублікованого файлу ("Лист Артуру Гейсу Сульзберґеру від Аллена В. Даллеса щодо перевороту 1954 року в Гватемалі "; англ. Letter to Arthur Hays Sulzberger from Allen W. Dulles Re 1954 Guatemala Coup) випливає, що могло йтись про операцію PBSUCCESS. Так, в листі від 6 липня 1954 року Сульзберґер писав Даллесу, що можливо Даллес може надати йому деякі деталі, які б допомогли йому сформувати думку щодо якоїсь справи. У відповідь на це Даллес відповів, що якщо він [Сульзберґер] хоче подивитись на матеріал, то він йому його відправить за допомогою довіреної особи.
Крім того, ім'я Сульзберґера згадується в деяких меморандумах ЦРУ. Так, в меморандумі від 19 жовтня 1955 року доповідається, що New York Times відновила свою підтримку законопроекта конгресмена Майка Менсфілда, яким передбачалось, що ЦРУ має інформувати Конгрес про свою діяльність. В меморандумі описується позиція і публікації газети з цього питання, та зазначається, що розмова з Артуром Гейсом Сульзберґером «могла б бути плодотворною».

### Звинувачення в недостатньому висвітленні Голокосту
Деякі автори звинувачують Сульзберґера у недостатньому висвітленні Голокосту. Тіфт та Джоунз у їхній книзі 1999 року «Траст: приватна та могутня родина, яка стоїть за New York Times» (англ. The Trust: The Private and Powerful Family Behind The New York Times) пишуть, що висвітлення New York Times переслідування євреїв під час Другої світової війни було ретельним, але найважливіші історії були «поховані» всередині газети, а не друкувались на першій шпальті. Вони наводять приклад, що інформація з солідних джерел про те, що 400 000 угорських євреїв були депортовані, і планувалось вбити ще 350 000 євреїв, була надрукована на 12 сторінці, а на першій шпальті була історія про натовпи людей на 4 липня, День незалежності США. Автори визнають, що New York Times не була єдиною газетою, яка применшувала значення переслідування євреїв, однак зазначають, що «[я]кби The Times підкреслювала звірства нацистів проти євреїв або просто не ховала певні історії, нація могла б прокинутися від жаху набагато раніше, ніж це сталося».
Журналіст Макс Френкель, який погоджується з тим, що New York Times недостатньо висвітлювала Голокост, в своїй статті 2001 року, надрукованій в New York Times, визнавав, що газета, як і багато інших ЗМІ того часу, наслідувала приклад уряду США, політика якого тоді полягала в применшенні тяжкого становища євреїв. Однак Френкель також зазначає, що чималу роль в такому висвітленні Голокосту грали й особисті погляди Сульзберґера. Френкель пояснює, що Сульзберґер твердо вірив в те, що юдаїзм був релігією, а не расою чи національністю, та, євреї відрізняються від інших лише тим, як вони сповідують релігію. Відповідно до Френкеля, на думку Сульзберґера, євреям не потрібні були ані власні державні, ані власні політичні та соціальні інститути, і він докладав чимало зусиль, щоб New York Times уникла репутації єврейської газети.
У своїй книзі «Поховані New York Times: Голокост і найважливіша газета Америки» (англ. Buried by the Times: the Holocaust and America's most important newspaper), виданій в 2005 році, Лорел Лефф робить спостереження, що між 1939 та 1945 роками історії про жорстоке поводження з євреями зрідка потрапляли на перші сторінки газети. Автор наводить такі приклади: історії про ліквідацію єврейських гетто друкувались на 5-ій та 10-ій сторінках, історії про ліквідації єврейських громад — на 2-й та 6-й сторінках, історії про розширення кампаній по знищенню євреїв в Італії та Болгарії — на 8-й, 35-ий, 4-й та 6-й сторінках. При цьому Лефф вказує на те, що протягом перших трьох років Другої світової війни історії про розправи з членами руху спротиву в окупованих Третім Рейхом країнах та переслідування християн друкувались на першій полосі газети 57 раз. Історії про переслідування євреїв, за підрахунком Леффа, з'являлись на першій полосі газети 44 рази. Лефф робить висновок, що саме завдяки позиції Сульзберґера газета не повністю визнавала значення того, що відбувалось з євреями. Лефф стверджує, що Сульзберґер не хотів виділяти євреїв в окрему категорію, тому, що це б підігравало риториці Гітлера, який вважав євреїв окремою расою та етносом, в той час як Сульзберґер, відповідно до постулатів реформістського юдаїзму, не вважав євреїв окремою расою чи народом, а просто релігійною групою.

## Інша діяльність
У 1929 році Сульзберґер заснував Єврейську консультативну раду при Колумбійському університеті і багато років входив до ради директорів компанії, що стала відомою як Columbia-Barnard Hillel - центр єврейського студентського життя. Сульзберґер був обраний директором інформаційного агентства Associated Press у 1943 році, був членом опікунської ради Колумбійського університету з 1944 по 1959 рік і був дуже активним у Червоному Хресті. Він також входив до опікунської ради Фонду Рокфеллера з 1939 по 1957 рік. В 1950 році Сульзберґер був обраний членом Американської академії мистецтв і наук. З 1932 по 1960 рік Сульзберґер входив до опікунської ради Нью-Йоркського Фонду.

## Номінації та нагороди
В 1944 році Університет Чаттануги (зараз — Університет Теннесі в Чаттанузі) нагородив Сульзберґера почесним ступенем доктора літератури за його журналістську діяльність.
У 1954 році Сульзберґер отримав золоту медаль Столітньої асоціації Нью-Йорка «на знак визнання видатного внеску в місто Нью-Йорк».
В 1956 році Сульзберґер був нагороджений премією Елайджи Періша Лавджоя, яка щорічно присуджується Колбі-коледжем журналістам, які демонструють мужність, порядність і майстерність. Крім того, в 1956 році Сульзберґер отримав почесний ступінь від Нокс-коледжу.
В 1959 році  Колумбійський університет нагородив Сульзберґера почесним ступенем доктора права. Крім того, в тому ж році Колумбійський університет присвоїв Сульзберґеру Колумбійську журналістську нагороду.

## Особисте життя
У Сульзберґера та Іфігенії було четверо дітей: Маріан, Рут, Джудіт і Артур. Діти Сульзберґерів, за винятком Джудіт, у той чи інший час брали участь у роботі в New York Times або Chattanooga Times (Chattanooga Times була першою газетою Адольфа Окса і залишалася важливою для нього після придбання New York Times.) Маріан була членом ради директорів компанії, що управляла газетою, The New York Times Company протягом 14 років, Рут була видавцем Chattanooga Times і була директором The New York Times Company протягом 30 років, Джудіт здобула медичний ступінь у Колумбійському університеті, працювала лікарем і була членом правління багатьох установ, а Артур був видавцем New York Times між 1963 і 1992 роками.
Крім того, під час подружнього життя в Сульзберґера були стосунки з іншими жінками, серед яких — відомі на той час актриси Медлін Керол та Айрін Меннінг. Третій чоловік Медлін Керол, Ендрю Гайскел, покинув її заради старшої дочки Сульзберґера Маріан.

## Вшанування пам'яті
В Антарктиді на честь Сульзберґера названі: затока Сульзберґера, шельфовий льодовик Сульзберґера та басейн Сульзберґера.  